# Sylvia Likens

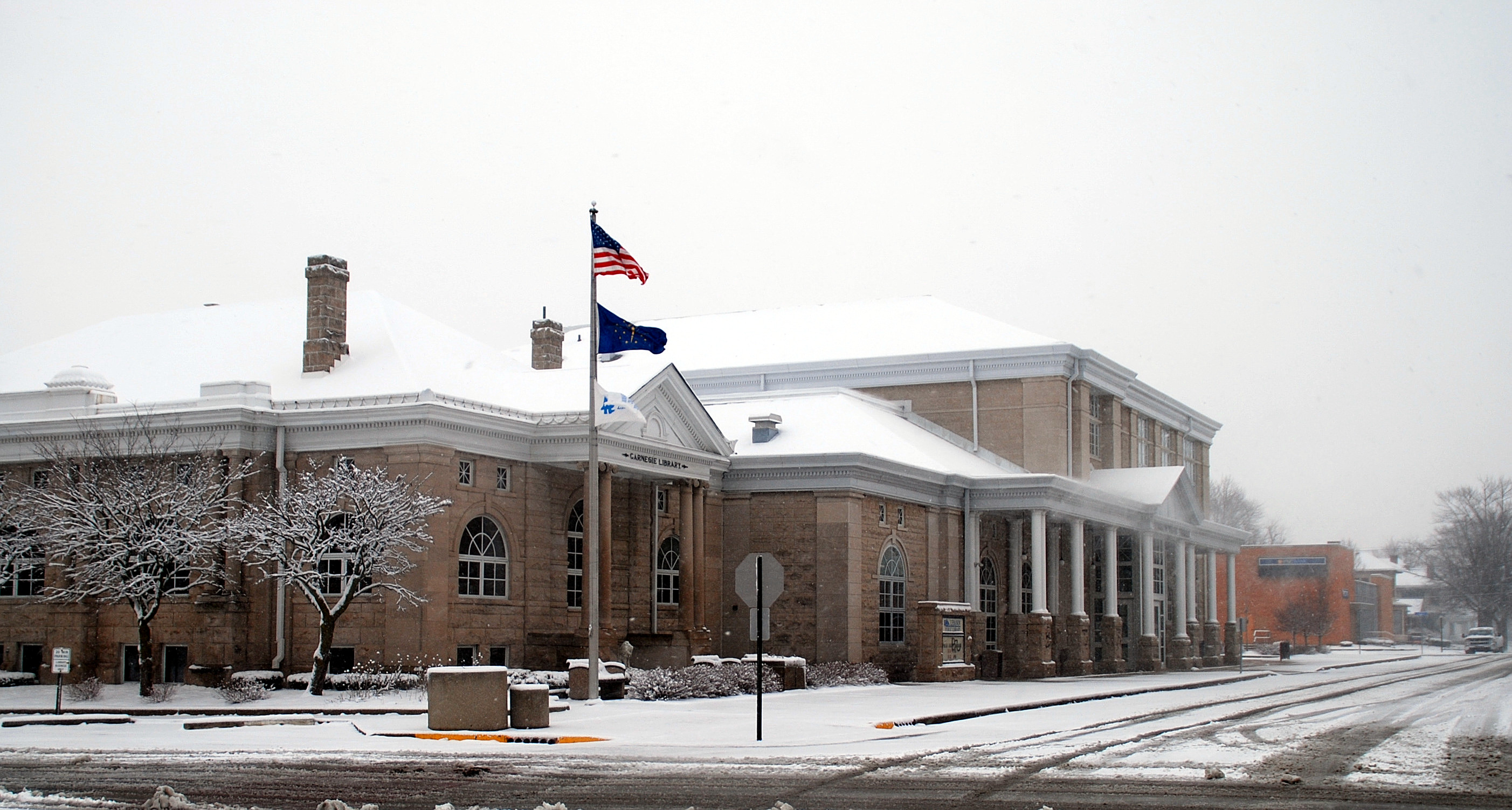
Lebanon, Indiana

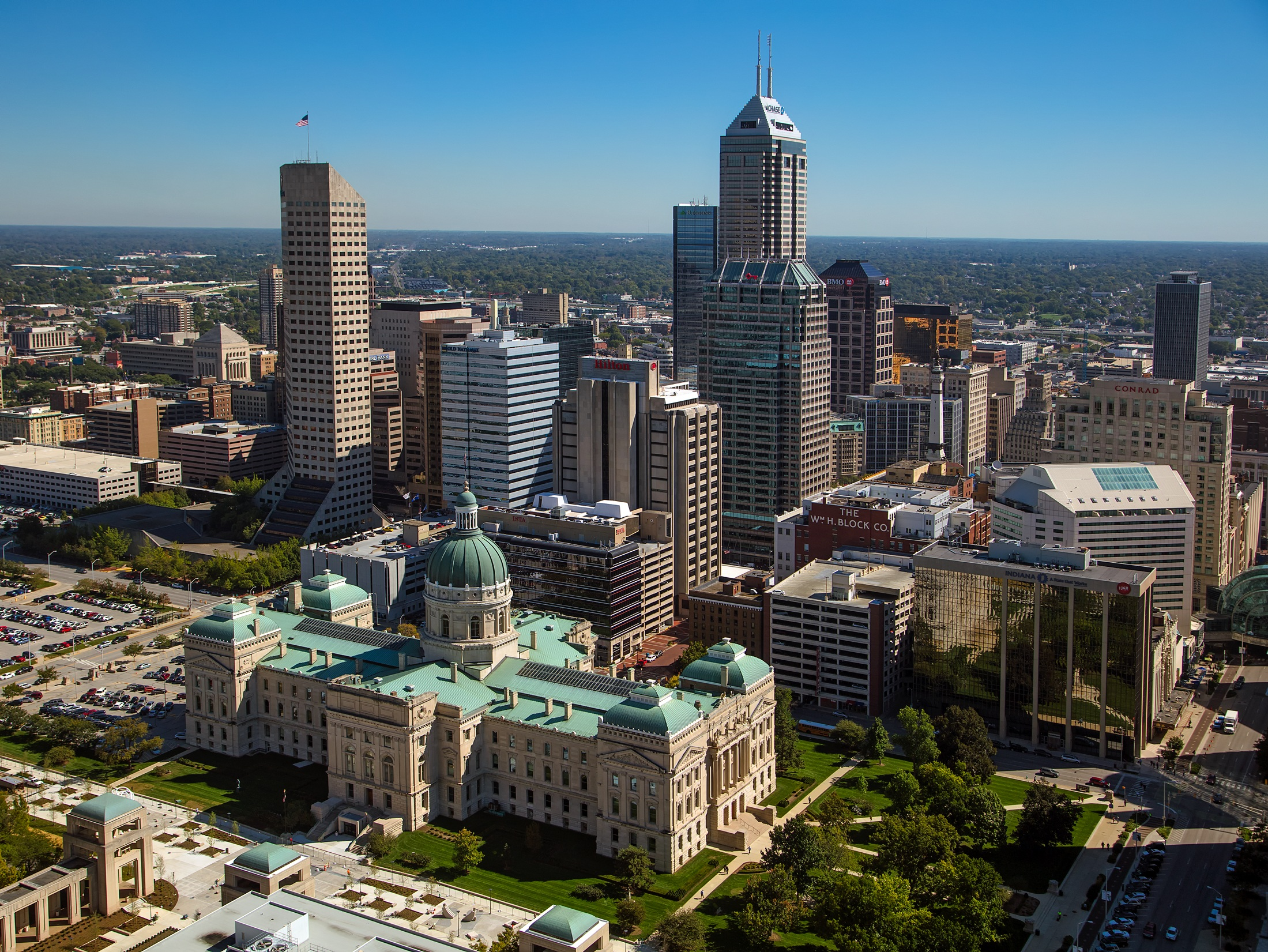
Indianápolis, Indiana

Sylvia Marie Likens (Lebanon, Indiana; 3 de enero de 1949 - Indianápolis, Indiana; 26 de octubre de 1965) fue una adolescente estadounidense que fue torturada y asesinada por su cuidadora, Gertrude Baniszewski, así como varios de sus hijos, amigos de estos y vecinos cercanos. El abuso duró tres meses, incrementándose gradualmente, antes de que la adolescente muriera a causa de sus extensas heridas y malnutrición el 26 de octubre de 1965, en Indianápolis, Indiana.   
Fue sometida a un creciente tormento, abandono, humillación, abuso sexual, golpizas, hambre, laceraciones, quemaduras y deshidratación por parte de sus verdugos. La autopsia reveló 150 heridas en todo su cuerpo, incluyendo quemaduras, marcas de escaldaduras y piel erosionada. Mediante la intimidación, su hermana menor, Jenny, fue forzada ocasionalmente a participar en su maltrato. La causa oficial de su muerte se determinó como homicidio causado por una combinación de hematoma subdural y shock, complicado por una desnutrición severa.   
Gertrude Baniszewski; su hija mayor, Paula; su hijo, John; y dos jóvenes del vecindario, Coy Hubbard y Richard Hobbs, fueron juzgados y condenados en mayo de 1966 por descuidar, torturar y asesinar a Likens. En el juicio de los acusados, el Fiscal Adjunto Leroy New describió el caso como "el más diabólico que jamás haya llegado ante un tribunal o jurado" y el abogado defensor de Gertrude, William C. Erbecker, describió a Likens como alguien que había sido sometida a actos de "degradación que no le cometerías a un perro" antes de su muerte.   
Después de ocho horas de deliberación, el jurado declaró a Gertrude Baniszewski culpable de asesinato en primer grado. Fue condenada a cadena perpetua, pero salió en libertad condicional en 1985. Paula fue declarada culpable de asesinato en segundo grado y liberada en 1972; Hobbs, Hubbard y John fueron declarados culpables de homicidio involuntario y cumplieron menos de dos años en la Institución Correccional de Pendleton (Indiana Reformatory) antes de ser liberados condicionalmente el 27 de febrero de 1968.   
La tortura y el asesinato de Sylvia Likens es considerado por los ciudadanos de Indiana como el peor crimen jamás cometido en su estado. Ha sido descrito por un investigador principal del departamento de policía de Indianápolis como el caso "más sádico" que jamás haya investigado en sus 35 años de servicio con la institución.

## Antecedentes

### Gertrude Baniszewski
Gertrude Nadine Baniszewski (de soltera Van Fossan; 19 de septiembre de 1928 - 16 de junio de 1990) nació en Indianápolis, Indiana, de Hugh Marcus Van Fossan Sr. y Molly Myrtle (de soltera Oakley), ambos originarios de Illinois y de ascendencia inglesa y holandesa. Fue la tercera de seis hijos, y su familia pertenecía a la clase trabajadora. El 5 de octubre de 1939, Gertrude presenció la muerte repentina de su padre de 50 años por un ataque al corazón. Seis años después, abandonó la escuela secundaria a los 16, para casarse con John Stephan Baniszewski (1926-2007), originario de Youngsville, Pensilvania, y de ascendencia polaca, con quien tuvo cuatro hijos. A pesar de que John tenía un temperamento volátil y ocasionalmente golpeaba a su esposa, la pareja permaneció junta durante diez años antes de su primer divorcio.
Tras su separación, se casó con un hombre llamado Edward Guthrie. Este matrimonio duró solo tres meses antes de que la pareja se divorciara. Poco después, volvió a casarse con su primer esposo, con quien tuvo dos hijos más. La pareja se disoció por segunda vez en 1963.
Semanas después de su tercera disolución matrimonial, comenzó una relación con un soldador de 20 años llamado Dennis Lee Wright, quien también la maltrataba físicamente. Tuvo un hijo con él: Dennis Lee Wright Jr. Poco después del nacimiento de este último niño, en mayo de 1964, Wright la abandonó. Posteriormente, presentó una demanda de paternidad contra Wright para obtener apoyo financiero para su hijo, pero este rara vez contribuyó al cuidado de él.
Para 1965, vivía sola con sus siete hijos: Paula (17), Stephanie (15), John (12), Marie (11), Shirley (10), James (8) y Dennis Lee Wright Jr. (1). A pesar de tener 36 años y medir 1.68 m de altura, pesaba solo 45.4 kg y fue descrita como una fumadora empedernida "ajada, delgada y asmática", que sufría de depresión clínica debido al estrés de tres matrimonios fallidos, una relación fracasada y un aborto espontáneo reciente. Además de los cheques esporádicos que recibía de su primer esposo, un ex policía de Indianápolis, de quien dependía principalmente financieramente para mantener a sus hijos;  ocasionalmente realizaba trabajos esporádicos para vecinos y conocidos, como costura o limpieza, para ganar dinero. Residía en Indianápolis en la calle 3850 East New York, donde el alquiler mensual era de US $ 55.00.

### Sylvia Likens
Sylvia Marie Likens /ˈlʲaɪkənz/ fue la tercera de cinco hijos de los trabajadores del carnaval Lester Cecil Likens (1926-2013) y su esposa, Elizabeth "Betty" Frances (de soltera Grimes; 1927-1998). Nació entre dos pares de gemelos fraternos: Daniel y Dianna (dos años mayores que ella) y Benny y Jenny (un año más jóvenes). Sufría de polio, lo que causaba que una de sus piernas fuera más débil que la otra, por lo que cojeaba notablemente y tenía que usar un aparato ortopédico en una pierna.
El matrimonio de Lester y Elizabeth era inestable; a menudo vendían dulces, cerveza y refrescos en los puestos de carnaval alrededor de Indiana durante el verano, mudándose con frecuencia, y experimentando regularmente graves dificultades financieras. Sus hijos viajaban regularmente con ellos para ayudar en su trabajo, pero a Sylvia y Jenny se les desalentaba hacer lo mismo, por preocupación por su seguridad y educación. Como resultado, ambas hermanas a menudo se quedaban con sus familiares, sobretodo con su abuela.
En su adolescencia, Sylvia ocasionalmente ganaba dinero extra cuidando niños, haciendo recados o planchando para amigos y vecinos, a menudo dando parte de sus ganancias a su madre. Se la describe como una chica amigable, segura y animada. Tenía cabello largo, ondulado y castaño claro que le llegaba por debajo de los hombros, y era conocida como "Cookie" entre sus amigos.

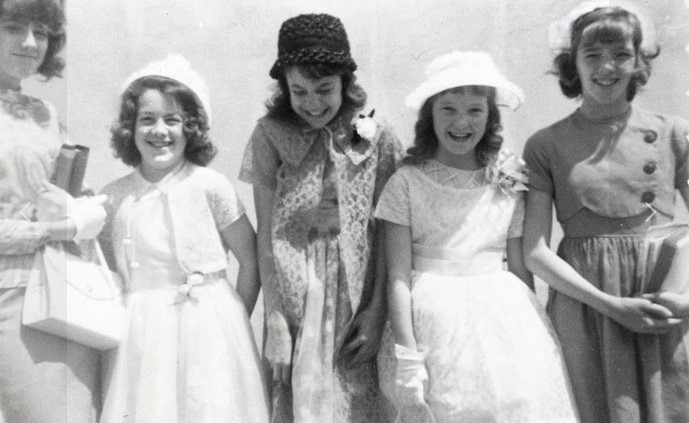
Sylvia (izquierda) y Jenny (derecha), fotografiadas con tres amigas en Long Beach, California, el domingo de Pascua de 1965.

Siempre mantenía la boca cerrada al sonreír debido a la falta de un diente frontal, que había perdido mientras jugaba bruscamente con uno de sus hermanos durante un juego de la infancia. También le gustaba la música, especialmente los Beatles, y era notablemente protectora de su hermana menor, mucho más tímida e insegura.  En varias ocasiones, las dos hermanas iban una pista de patinaje local, donde Sylvia la ayudaba tomándola de la mano, y lograba hacer esta actividad con su pie no afectado.

## Julio de 1965
En junio de 1965, Sylvia y Jenny Likens residían con sus padres en Indianápolis. El 3 de julio, su madre fue arrestada y posteriormente encarcelada por hurto. Poco después, Lester Likens hizo arreglos para que sus hijas se alojaran con Gertrude Baniszewski, la madre de Paula y Stephanie, dos niñas con las que las hermanas se habían familiarizado recientemente mientras estudiaban en la Escuela Secundaria Técnica Arsenal. En el momento de este acuerdo de internado, Gertrude le aseguró a Lester que cuidaría de ellas hasta su regreso como si fueran sus propias hijas.
Poco después de la festividad del 4 de julio, las hermanas se mudaron al 3850 de East New York Street para que su padre y, más tarde, su madre viajaran a la Costa Este con el carnaval, con el entendimiento de que Gertrude recibiría una tarifa de internado semanal de 20 dólares para cuidar a sus hijas hasta que regresaran por ellas en noviembre de ese año.
Durante las primeras semanas en las que residieron en la casa de los Baniszewski, las hermanas fueron sometidas a muy poca disciplina o abuso. Sylvia cantaba regularmente canciones pop con Stephanie, y participó de buen grado en las tareas domésticas de la residencia. Ambas niñas también asistían regularmente a la escuela dominical con los niños Baniszewski, y el pastor elogiaba la piedad de Sylvia.

## Abuso
Aunque el padre había acordado pagar a Gertrude Baniszewski 20 dólares a la semana a cambio del cuidado de sus hijas, después de aproximadamente dos semanas, estos pagos no llegaban siempre en las fechas preestablecidas, llegando ocasionalmente con uno o dos días de retraso. En respuesta, Gertrude comenzó a descargar su frustración por este hecho sobre las hermanas golpeando sus nalgas desnudas con varios instrumentos, como una paleta de 6,4 mm de grosor, haciendo declaraciones como: "¡Bueno, las cuidé a ustedes dos perras durante una semana por nada!" En una ocasión, a finales de agosto, ambas niñas fueron golpeadas aproximadamente quince veces en la espalda con la paleta antes mencionada, después de que Paula acusara a las hermanas de comer demasiado en una cena de la iglesia a la que habían asistido los niños de la casa.
A mediados de agosto, Gertrude Baniszewski había comenzado a centrar su abuso casi exclusivamente en Sylvia, y su principal motivación probablemente eran los celos de la juventud, la apariencia, la respetabilidad y el potencial de la niña. Según el testimonio posterior del juicio, este abuso se infligió inicialmente a Sylvia, después de que ella y su hermana regresaran a la residencia de Baniszewski desde la Escuela Secundaria Técnica Arsenal, así como los fines de semana. Este abuso inicial incluyó someter a la adolescente a palizas e inanición, obligándola a comer sobras o comida en mal estado de los botes de basura. En una ocasión, fue acusada de robar dulces que en realidad había comprado.
En otra ocasión, a finales de agosto, fue sometida a humillación cuando afirmó tener un novio en Long Beach, a quien había conocido en la primavera de 1965 cuando su familia vivía en California. En respuesta, Gertrude preguntó si Sylvia había "hecho algo alguna vez con un niño", a lo que ella, insegura de lo que quería decir, respondió: "Supongo que sí", y explicó que había ido a patinar con niños allí, y una vez había ido a un parque en la playa con ellos. Continuando la conversación con Jenny y Stephanie, Sylvia mencionó que una vez se había acostado debajo de las sábanas con su novio. Al oír esto, Gertrude preguntó: "¿Por qué hiciste eso, Sylvia?", y esta respondió: "No lo sé", y se encogió de hombros. Varios días después, Gertrude volvió al tema, diciéndole: "Ciertamente te está creciendo el estómago, Sylvia. Parece que vas a tener un bebé". la niña pensó que Gertrude estaba bromeando con ella y dijo: "Sí, seguro que se está haciendo grande. Voy a tener que ponerme a dieta".
Gertrude le dijo a ella, y a las otras chicas de la casa, que siempre que "hicieran algo" con un niño, sería seguro que iban a tener un bebé. Luego pateó a Likens en los genitales. Paula, embarazada de tres meses, y también celosa de la apariencia física de Likens, participó entonces en el ataque a esta; tirándola de la silla al suelo de la cocina, gritando: "¡No eres apta para sentarte en una silla!"
En otra ocasión, mientras la familia cenaba, Gertrude, Paula y un chico del vecindario llamado Randy Gordon Lepper, alimentaron a la fuerza a Likens con un perrito caliente sobrecargado de condimentos, como mostaza, salsa de tomate y especias. Esta vomitó como resultado, y más tarde se vio obligada a consumir lo que había regurgitado.
En lo que fue el único acto de represalia de Likens, se alega que difundió un rumor en la Escuela Secundaria Técnica Arsenal de que Stephanie y Paula Baniszewski eran prostitutas porque estaba molesta con la familia que la señalaba por acusaciones similares.
Mientras estaba en la escuela, Stephanie fue propuesta en broma por un chico que le dijo que Likens había comenzado este rumor sobre ella. Al regresar a casa ese día, Stephanie interrogó a Likens sobre el rumor y ella admitió haberlo iniciado. Stephanie le dio un puñetazo en respuesta, pero Likens se disculpó con ella, llorando, y Stephanie también comenzó a llorar. Sin embargo, cuando el novio de Stephanie, Coy Randolph Hubbard, de 15 años, se enteró del rumor, atacó brutalmente a Likens; golpeándola en la cabeza contra la pared y tirándola de espaldas al suelo. Cuando Gertrude se enteró, usó una paleta para golpear a Sylvia.
En otra ocasión, Paula golpeó a Likens en la cara con tal fuerza que se rompió la muñeca, después de haber concentrado sus golpes principalmente en los dientes y los ojos de Sylvia. Más tarde, Paula usó el yeso en su muñeca para golpear aún más a Likens. Gertrude acusó falsamente a Sylvia en repetidas ocasiones de promiscuidad y de dedicarse a la prostitución, despotricando sobre la suciedad de la prostitución y de las mujeres en general. Más tarde, Gertrude ocasionalmente obligaría a Jenny a golpear a su propia hermana, pegando a Jenny si no obedecía.
Coy Hubbard y varios de sus compañeros de clase visitaban con frecuencia la residencia de Baniszewski para atormentar física y verbalmente a Likens, a menudo colaborando con Gertrude y sus hijos.Con el estímulo activo de Baniszewski, estos niños del vecindario golpeaban rutinariamente a Sylvia,  a veces usándola como muñeco de práctica en violentas sesiones de judo, lacerando su cuerpo, quemando su piel con cigarrillos encendidos más de 100 veces, y lesionándole gravemente los genitales. Para entretener a Gertrude y sus cómplices adolescentes, Likens se vio obligada en un momento dado a desnudarse en la sala de estar de la familia y penetrarse con una botella de vidrio de Pepsi en su presencia, con Gertrude declarando a todos los presentes que este acto de humillación era para que Sylvia "le demostrara a Jenny qué tipo de chica es".
Gertrude finalmente le prohibió a Likens asistir a la escuela después de que confesara haber robado un traje de gimnasia de la escuela debido a que Gertrude se había negado a comprarle la ropa. Por este acto de robo, Gertrude azotó a Sylvia con un cinturón policial de 7,6 cm de ancho. Gertrude luego cambió su conversación a los "males" del sexo prematrimonial antes de patear repetidamente a Likens en los genitales mientras Stephanie se unía en defensa de Sylvia, gritando: "¡Ella no ha hecho nada!" Gertrude luego quemó las yemas de los dedos de Likens con fósforos antes de azotarla aún más. Unos días más tarde, Gertrude azotó repetidamente a Jenny con el cinturón de la policía después de que, según los informes, robó una sola zapatilla de tenis de la escuela para usarla en su fuerte pie.

### Agitación
Las hermanas Likens tenían miedo de informar a los miembros de la familia o a los adultos de su escuela sobre el creciente tumulto doméstico, ya que ambas temían que hacerlo solo empeoraría su situación. Jenny, en particular, luchó contra el impulso de alertar a los miembros de su familia, ya que Gertrude la había amenazado con que ella misma sería abusada y torturada en el mismo grado que su hermana si lo hacía. Jenny también fue objeto de acoso por parte de las chicas de su barrio, además de ser ridiculizada o golpeada ocasionalmente cada vez que aludía a la situación de Sylvia.
En julio y agosto, tanto Lester como Elizabeth Likens ocasionalmente regresaban a Indianápolis para visitar a sus hijas, siempre que su horario de viaje les permitiera la oportunidad. La última ocasión en que Lester y Elizabeth visitaron a sus hijas fue el 5 de octubre. En esta ocasión, ninguna de las niñas mostró signos visibles de angustia por su maltrato a sus padres. Esto probablemente se debió a que ambas estaban en presencia de Gertrude y sus hijos. Casi inmediatamente después de que Lester y Elizabeth habían dejado la casa de Baniszewski en su visita final, Gertrude se volvió hacia Likens y dijo: "¿Qué vas a hacer ahora, Sylvia, hora que se han ido?"
En una ocasión en septiembre, las niñas se encontraron con su hermana mayor, Dianna Shoemaker, en un parque local. Tanto Jenny como Sylvia informaron a Dianna sobre el abuso que estaban sufriendo a manos de su cuidadora, agregando que Sylvia estaba siendo específicamente blanco de abuso físico y casi siempre por cosas que no había dicho ni hecho. Ninguna de las hermanas mencionó la dirección real donde vivían y, al principio, Dianna creyó que sus hermanas estaban exagerando sus afirmaciones sobre la magnitud de su maltrato.
Varias semanas antes de esto, Sylvia y Jenny se encontraron con Dianna en el mismo parque, mientras estaban en compañía de Marie Baniszewski, de 11 años, y a Sylvia se le dio un sándwich para comer cuando mencionó a su hermana que tenía hambre.  Likens se mantuvo en silencio sobre el asunto, aunque Marie reveló este hecho a su familia a finales de septiembre. En respuesta, Gertrude acusó a Likens de incurrir en la gula antes de que ella y Paula la estrangularan y golpearan. Luego, la pareja sometió a Likens a un baño escaldante para "limpiarla del pecado", con Gertrude agarrando el cabello de Sylvia y golpeando repetidamente su cabeza contra la bañera para revivirla cada vez que se desmayaba.
Poco después de este incidente, el padre de un niño del vecindario llamado Michael John Monroe llamó a la Escuela Secundaria Técnica de Arsenal para informar anónimamente que una niña con llagas abiertas en todo su cuerpo vivía en la casa de Baniszewski. Como Likens no había asistido a la escuela durante varios días, una enfermera escolar visitó East New York Street para investigar estas afirmaciones. Gertrude le dijo a la enfermera que Sylvia había huido de su casa la semana anterior y que desconocía su paradero real, añadiendo que Likens estaba "fuera de control" y que sus llagas abiertas eran el resultado de su mala higiene personal. Gertrude también afirmó que Sylvia era una mala influencia tanto para sus propios hijos como para su hermana. La escuela no realizó más investigaciones sobre el bienestar de Likens.
Los vecinos más cercanos de la familia Baniszewski eran una pareja de mediana edad llamada Raymond y Phyllis Vermillion. Ambos inicialmente veían a Gertrude como una cuidadora ideal para las hermanas Likens y ambos habían visitado la residencia de Baniszewski en dos ocasiones mientras las niñas estaban bajo el cuidado de Gertrude. Sin embargo, en ambas ocasiones, los Vermillion presenciaron a Paula maltratando físicamente a Likens, quien en ambas ocasiones tenía un ojo morado, y alardeando abiertamente sobre su maltrato a la niña ante ellos. En su segunda visita a la casa de Baniszewski, ambos observaron que Sylvia parecía extremadamente dócil y algo "zombificada" en su naturaleza. Sin embargo, los Vermillions nunca informaron el evidente maltrato de Likens a las autoridades.
Alrededor del 1 de octubre, Dianna Shoemaker descubrió que sus hermanas estaban en la residencia de Baniszewski. Ella visitó la propiedad en un intento de iniciar un contacto regular. Sin embargo, Gertrude se negó dejar entrar a Shoemaker a la propiedad, afirmando que había "[recibido] permiso" de sus padres para no permitir que ninguna de las niñas la viera. Luego ordenó a Dianna que abandonara la propiedad. Aproximadamente dos semanas después, Dianna se encontró por casualidad con Jenny cerca de la casa y preguntó por el bienestar de Sylvia. Jenny le informó: "No te puedo decir nada o me meteré en problemas".

### Escalada

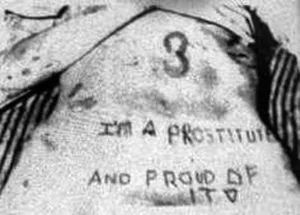
Tortura realizada a Sylvia Marie Likens

Debido al aumento en la frecuencia y brutalidad de la tortura y el maltrato al que Likens fue sometida, gradualmente se volvió incontinente. Se le negó cualquier acceso al baño, siendo forzada a orinarse. Como forma de castigo por su incontinencia, el 6 de octubre, Gertrude lanzó a Sylvia al sótano y la ató. Aquí, Likens a menudo estaba desnuda, rara vez se le alimentaba y con frecuencia era privada de agua. Ocasionalmente, era atada a la barandilla de las escaleras del sótano con los pies apenas tocando el suelo.
En las semanas previas a encerrar a Likens en el sótano familiar, Gertrude había abusado y atormentado cada vez más a Sylvia. Ocasionalmente afirmaba falsamente a los niños de su hogar que ella misma o alguno de ellos habían estado recibiendo insultos directos de Likens, con la esperanza de provocar que la menospreciaran o la atacaran. En una ocasión, Gertrude sostuvo un cuchillo en alto y desafió a Sylvia a "enfrentarse a ella", a lo que Likens respondió que no sabía cómo pelear. En respuesta, Gertrude infligió una herida leve en la pierna de la niña.
El tormento físico y mental, como este, a veces se detenía cuando los Baniszewski veían sus programas de televisión favoritos. A los niños del vecindario a veces se les cobraba cinco centavos cada uno para ver la "exhibición" del cuerpo de Likens y para humillar, golpear, escaldar, quemar y, en última instancia, mutilarla. A lo largo de la cautividad de Sylvia en el sótano, Gertrude frecuentemente, con la ayuda de sus hijos y niños del vecindario, restringía y amordazaba a Likens antes de colocarla en una bañera llena de agua hirviendo y proceder a frotar sal en sus heridas.
En una ocasión, Gertrude y su hijo de doce años, John Jr., frotaron orina y heces del pañal de su hijo de un año en la boca de Likens antes de darle una taza medio llena de agua y afirmar que esa era toda el agua que recibiría por el resto del día. El 22 de octubre, John Baniszewski Jr. atormentó a Sylvia ofreciéndole comer un tazón de sopa con los dedos y luego quitándole rápidamente el tazón cuando Likens, en esta etapa sufriendo de extrema malnutrición, intentó comer la comida. Gertrude Baniszewski finalmente permitió que Sylvia durmiera arriba, con la condición de que aprendiera a no mojarse. Esa noche, Sylvia le susurró a Jenny que le diera secretamente un vaso de agua antes de quedarse dormida.

A la mañana siguiente, Gertrude descubrió que Likens se había orinado encima. Como castigo, la adolescente fue obligada a insertar una botella de Coca-Cola vacía en su vagina en presencia de los hijos de Baniszewski antes de que Gertrude la enviara al sótano.
Poco después, Gertrude gritó para que Sylvia volviera a la cocina, luego le ordenó que se desnudara antes de proclamarle: "Has marcado a mis hijas; ahora te voy a marcar a ti". Comenzó a tallar las palabras "SOY UNA PROSTITUTA Y ESTOY ORGULLOSA DE ELLO" en el abdomen de Likens con una aguja caliente.
Cuando Gertrude no pudo terminar la marca, instruyó a uno de los niños del vecindario presentes, Richard Dean Hobbs de 14 años, para terminar de grabar las palabras en la carne de la niña mientras llevaba a Jenny a una tienda de comestibles cercana. En lo que Hobbs insistiría más tarde que eran grabados "cortos y ligeros", continuó marcando el texto en el abdomen de Likens mientras ella apretaba los dientes y gemía. Tanto Hobbs como Shirley Baniszewski de 10 años luego llevaron a Sylvia al sótano donde cada uno procedió a usar un perno de anclaje en un intento de quemar la letra "S" debajo del pecho izquierdo de Likens, aunque aplicaron una sección del bucle al revés, y esta cicatriz de quemadura profunda se asemejaría al número 3.
Gertrude luego se burló de Likens al afirmar que nunca podría casarse debido a las palabras talladas en su estómago, diciendo: "Sylvia, ¿qué vas a hacer ahora, ahora no puedes casarte? ¿Qué vas a hacer?" Llorando, Likens respondió: "Supongo que no hay nada que pueda hacer".
 Más tarde ese día, la adolescente fue obligada a mostrar la inscripción a los niños del vecindario, con Gertrude afirmando que había recibido la inscripción en una fiesta sexual.
Esa noche, Sylvia confió a su hermana: "Jenny, sé que no quieres que muera, pero voy a morir. Puedo sentirlo".
Al día siguiente, Gertrude Baniszewski despertó a Sylvia, luego la obligó a escribir una carta mientras dictaba el contenido, que pretendía hacer creer a sus padres que su hija había huido de la residencia de los Baniszewski. El contenido de esta carta estaba destinado a culpar a un grupo de chicos locales anónimos por abusar y mutilar extensamente a Likens después de que inicialmente hubiera acordado tener relaciones sexuales con ellos antes de que le infligieran el abuso extremo y la tortura en su cuerpo. Después de que Sylvia hubiera escrito esta carta, Gertrude terminó de formular su plan para que John Jr. y Jenny vendaran los ojos a Sylvia, luego la llevaran a un área boscosa cercana conocida como Jimmy's Forest y la dejaran allí para que muriera.
Después de haber terminado de escribir la carta, Likens fue nuevamente atada a la barandilla de las escaleras y se le ofrecieron galletas para comer, aunque las rechazó, diciendo: "Dáselas al perro, no las quiero". Como respuesta, Gertrude forzó las galletas en la boca de Sylvia antes de que ella y John Baniszewski la golpearan, específicamente alrededor del estómago.

### 25 y 26 de octubre
El 25 de octubre, Likens intentó escapar del sótano después de escuchar una conversación entre Gertrude y John Baniszewski Jr. relacionada con el plan de la familia de abandonarla para que muriera. Intentó huir hacia la puerta principal; sin embargo, debido a sus extensas lesiones y debilidad general, Gertrude la atrapó antes de que pudiera escapar de la propiedad. Luego se le dieron galletas para comer, pero no pudo consumir la comida debido a su extrema deshidratación. Gertrude le metió las galletas en la boca antes de golpear repetidamente su rostro con una barra de cortina hasta que se doblaron secciones del instrumento en ángulos rectos. Coy Hubbard luego tomó la barra de cortina de Gertrude y golpeó a la niña una vez más, dejándola inconsciente. Gertrude luego arrastró a Likens al sótano.
Esa noche, Sylvia intentó desesperadamente alertar a los vecinos gritando, pidiendo ayuda y golpeando las paredes del sótano con una pala. Una vecina cercana de los Baniszewskis informaría más tarde a la policía que había escuchado el desesperado alboroto y que había identificado la fuente como proveniente del sótano de la calle 3850 East New York, pero que como el ruido había cesado repentinamente alrededor de las 3:00 a.m., decidió no informar a la policía sobre la perturbación.

#### Muerte
Para la mañana del 26 de octubre, Sylvia ya no podía hablar de manera inteligible ni coordinar correctamente el movimiento de sus miembros. Gertrude trasladó a Likens a la cocina y, habiéndola apoyado contra una pared, intentó alimentarla con una rosquilla y un vaso de leche. La arrojó al suelo frustrada cuando la adolescente no pudo llevar correctamente el vaso de leche a sus labios. Luego fue devuelta al sótano.
Poco después, Likens se volvió delirante, gimiendo y murmurando repetidamente. Cuando Paula le pidió que recitara el alfabeto en inglés, Sylvia no pudo recitar nada más allá de las primeras cuatro letras ni levantarse del suelo. En respuesta, Paula la amenazó verbalmente para que se levantara o de lo contrario le infligiría un salto largo. Luego, Gertrude ordenó a Likens, que se había defecado, que se limpiara.
Esa tarde, varios de los otros torturadores de Likens se reunieron en el sótano. Sylvia movió bruscamente sus brazos en un aparente intento de señalar a los rostros de los abusones que podía reconocer, haciendo afirmaciones como "Tú eres... Ricky" y "Tú eres Gertie" antes de que Gertrude gritara bruscamente: "¡Cállate! ¡Claro que sabes quién soy yo!". Minutos después, Likens intentó sin éxito morder una pera podrida que le habían dado para comer, diciendo que podía sentir que sus dientes estaban flojos. Al escuchar esto, Jenny respondió: "¿No recuerdas, Sylvia? Se te cayó una paleta cuando tenías siete años". Luego, Jenny dejó a Sylvia en el sótano para hacer tareas de jardinería para los vecinos con la esperanza de ganar dinero.
En un intento de lavar a Likens, un sonriente John Baniszewski Jr. la roció con una manguera de jardín que Randy Lepper trajo a la casa esa tarde a petición de Gertrude. La adolescente volvió a intentar desesperadamente salir del sótano pero colapsó antes de llegar a las escaleras. En respuesta a este esfuerzo, Gertrude pisoteó la cabeza de Sylvia antes de ponerse de pie y mirarla durante varios segundos. Poco después de las 5:30 p.m., Richard Hobbs regresó a la residencia de los Baniszewski y se dirigió inmediatamente al sótano. Resbaló en las húmedas escaleras del sótano y cayó pesadamente al suelo del sótano para encontrarse con la vista de Stephanie llorando y abrazando el cuerpo demacrado y lacerado de Likens después de que su madre le ordenara limpiar a Sylvia.
Stephanie y Richard decidieron darle a Likens un baño cálido y con jabón y vestirla con ropa nueva. Luego la colocaron en un colchón en una de las habitaciones mientras Sylvia murmuraba su último deseo de que su "papá estuviera aquí" y que Stephanie la llevara a casa. Stephanie luego se volvió hacia su hermana menor, Shirley, exclamando: "¡Oh, estará bien!"
Cuando Stephanie se dio cuenta de que la niña no estaba respirando, intentó aplicarle la resucitación boca a boca, mientras Gertrude repetidamente gritaba a los niños de la casa que Likens estaba fingiendo su muerte.  Likens tenía 16 años cuando finalmente sucumbió a sus heridas.

#### Detenciones
Gertrude Baniszewski inicialmente golpeó el cadáver de Likens con un libro, gritando "¡Mentirosa! ¡Mentirosa!" para intentar despertarla. Sin embargo, pronto entró en pánico e instruyó a Richard Hobbs que llamara a la policía desde un teléfono público cercano. Cuando la policía llegó a su domicilio alrededor de las 6:30 p.m., Gertrude llevó a los oficiales al cuerpo demacrado, extensamente golpeado y mutilado de Likens que yacía en un colchón sucio en la habitación antes de entregarles la carta que le había obligado a escribir previamente por dictado. También afirmó que había estado "atendiendo" a la niña durante una hora o más antes de su muerte, habiendo aplicado alcohol isopropílico en vano a las heridas de Sylvia en un intento de primeros auxilios antes de que ella muriera. Añadió que la niña había huido anteriormente de su casa con varios chicos adolescentes antes de regresar a su casa esa tarde, sin camisa y con la nota.
Aferrando una Biblia, Paula Baniszewski, después de declarar a todos los presentes en la casa que la muerte de Likens "estaba destinada a suceder", luego miró en dirección a Jenny y declaró con calma: "Si quieres vivir con nosotras, Jenny, te trataremos como a nuestra propia hermana".
Como previamente le había indicado Gertrude, Jenny Likens recitó la versión ensayada de los eventos que llevaron a la muerte de Sylvia a la policía, antes de susurrar a los oficiales: "Sáquenme de aquí y les contaré todo".
La declaración formal proporcionada por Jenny Likens llevó a los oficiales a arrestar a Gertrude, Paula, Stephanie y John Baniszewski Jr. bajo sospecha del asesinato de Sylvia dentro de horas después del descubrimiento de su cuerpo. Ese mismo día, Coy Hubbard y Richard Hobbs también fueron arrestados y acusados de los mismos delitos. Los tres hijos mayores de los Baniszewski, junto con Coy Hubbard, fueron puestos bajo custodia de un centro de detención juvenil cercano; los hijos menores de los Baniszewski y Richard Hobbs fueron detenidos en el Hogar de Guardianes de Niños de Indianápolis. Todos fueron retenidos sin derecho a fianza a la espera del juicio.
Inicialmente, Gertrude negó cualquier participación en la muerte de Sylvia, aunque para el 27 de octubre confesó haber sabido que "los niños", especialmente su hija Paula y Coy Hubbard, habían maltratado física y emocionalmente a Likens, declarando: "Paula fue la que causó la mayor parte del daño" y "Coy Hubbard la golpeó mucho". Gertrude admitió además haber obligado a la niña a dormir en el sótano en aproximadamente tres ocasiones cuando había mojado la cama. Se volvió evasiva cuando un oficial declaró que las razones probables por las que Likens se había vuelto incontinente eran su angustia mental y una lesión en los riñones.
Sin ningún remordimiento, Paula firmó una declaración en la que admitía haber golpeado repetidamente a Likens en el trasero con el cinturón de policía de su madre, una vez rompiéndole la muñeca en la mandíbula a Sylvia y causándole otros actos de brutalidad, como empujarla por las escaleras hasta el sótano "dos o tres veces" y haberle infligido un ojo morado. John Jr. admitió haber "azotado" a la víctima en una ocasión, y agregó que "la mayoría de las veces, usé mis puños" para abusar de ella. Admitió haber quemado a Sylvia con fósforos en varias ocasiones, y agregó que su madre había quemado repetidamente a la niña con cigarrillos.
Los otros cinco niños del vecindario que habían participado en el abuso de Likens —Michael Monroe, Randy Lepper, Darlene McGuire, Judy Duke y Anna Siscoe— también fueron arrestados el 29 de octubre. Todos fueron acusados de causar lesiones a Sylvia y cada uno fue posteriormente puesto en libertad bajo la custodia de sus padres bajo citación para comparecer como testigos en el próximo juicio.

## Películas y libros basados en su historia

Fotografía de Gertrude Baniszewski tomada después de salir de la cárcel (1985).

- La película An American Crime, está basada en el caso de Sylvia Likens, personaje protagonizado por Elliot Page. El personaje de Gertrude Baniszewski es encarnado por la actriz Catherine Keener. A pesar de que está supuestamente basada en los hechos reales, algunas partes de la película no encajan con lo que sucedió realmente.

- El caso de Sylvia Marie Likens inspiró al autor Jack Ketchum para escribir su libro The Girl Next Door, que salió a la venta en 1989. El caso del libro es muy similar al de Sylvia Likens excepto por los nombres de los personajes y por la sinopsis, ya que en el libro los padres de las hermanas protagonistas mueren y ellas quedan —por ley— a cargo de su tía Ruth, que tiene dos hijos y está al borde de la locura, a pesar de aparentar ser una persona completamente normal.

- El libro inspirado en el caso de Sylvia Likens, The Girl Next Door, escrito por Jack Ketchum, inspiró a su vez una película titulada The Girl Next Door —en español La chica de al lado—, un filme de terror y drama, basado en los hechos escalofriantes que le sucedieron a dicha joven —protagonizada por Blythe Auffarth—, que no debe confundirse con la comedia del mismo nombre protagonizada por Elisha Cuthbert.